# L'Hymne de la vie
Albums de Kids United Nouvelle Génération
Au bout de nos rêves
(2018) Best of
(2020)
L'Hymne de la vie est le cinquième album studio du groupe Kids United (et le deuxième de sa Nouvelle Génération) sorti le 1er novembre 2019 sur le label Play On.
Le morceau éponyme de l'album est une reprise des Mondes engloutis, musique composée par Vladimir Cosma, et paroles écrites par Nina Wolmark, dont la version d'origine a été interprétée en 1985 par le groupe d'enfants Mini-Star.
En France, l'album a débuté à la septième place.

## Liste des chansons
| No  | Titre                                   | Durée |
| --- | --------------------------------------- | ----- |
| 1.  | L'Hymne de la vie                       | 3:10  |
| 2.  | Si j'étais président                    | 3:49  |
| 3.  | Hijo de la Luna (Dis-moi lune d'argent) | 4:09  |
| 4.  | Laissez-moi danser (Monday, Tuesday)    | 3:25  |
| 5.  | Je serai (ta meilleure amie)            | 2:54  |
| 6.  | Ma philosophie                          | 3:14  |
| 7.  | Une autre histoire                      | 3:54  |
| 8.  | La Cage aux oiseaux                     | 2:34  |
| 9.  | Partir un jour                          | 3:49  |
| 10. | Super Trouper                           | 3:56  |
| 11. | Santiano                                | 2:37  |
| 12. | Douce France                            | 3:28  |
| 13. | I'll Be There for You                   | 2:52  |

### Édition Collector limitée
| No  | Titre                  | Durée |
| --- | ---------------------- | ----- |
| 14. | La langue de chez nous | 3:11  |
| 15. | Les Mondes engloutis   | 3:10  |
| 16. | Sauver le monde        | 3:53  |

## Classements
| Classement (2019)            | Meilleure position |
| ---------------------------- | ------------------ |
| Belgique (Wallonie Ultratop) | 24                 |
| France (SNEP)                | 7                  |
| Suisse (Schweizer Hitparade) | 36                 |

### Classements annuels
| Classement (2019) | Meilleure position |
| ----------------- | ------------------ |
| France (SNEP)     | 80                 |